# Anabolia brevipennis
Anabolia brevipennis là một loài Trichoptera trong họ Limnephilidae. Chúng phân bố ở miền Cổ bắc.